# Rond Point Coop
Rond Point Coop puis Rond Point a été pendant près de 40 ans l'enseigne d'hypermarchés de la Fédération nationale des coopératives de consommateurs (FNCC) appartenant à diverses coopératives régionales. Le premier magasin a ouvert en décembre 1969 à Charleville-Mézières dans les Ardennes, la dernière ouverture a eu lieu à Obernai dans le Bas-Rhin en septembre 2004. Le dernier magasin Rond Point a fermé à Sélestat en août 2009 dans le Bas-Rhin.
Jusqu'à 51 hypermarchés ont porté cette enseigne atypique avant l'effondrement des Coop en 1985. La création de Rond Point Coop s'était inscrite dans la volonté des Coop de s'adapter aux nouvelles formes de commerces avec l'essor de la grande distribution dans les années 1960. 

## Spécificités
L'originalité de cette enseigne se retrouvait sur plusieurs aspects : 
- Une appartenance aux consommateurs, sociétaires de coopératives de consommateurs régionales. Contrairement aux autres enseignes d'hypermarchés dont les actionnaires sont des propriétaires privés.
- Les 450 produits Coop fabriqués par les 14 usines Coop[8] de la Société Générale des Coopératives de Consommation (SGCC) et testés par le Laboratoire Coopératif. Celui-ci avait une approche consumériste et répondait aux préoccupations des consommateurs, comme peuvent le faire aujourd'hui Que Choisir ou 60 millions de consommateurs[9]. Par exemple, il a inventé la lessive sans phosphates[10] en 1979, qui sera reprise 10 ans plus tard par les grandes marques[11].
- La défense du commerce traditionnel, ces hypermarchés sont avant tout des points de vente des coopérateurs qui tiennent même pour certains à être au même pris que les commerces de proximité (Point Coop). Cette défense parallèle du petit commerce a même encore existé jusqu'en 2006 pour le Rond Point Coop d'Obernai (Alsace)[12]
- La vente de produits d'équipements à marque Arc-en-Ciel avec un crédit avec les taux d'intérêt les plus bas du marché[13] grâce à l'activité bancaire Coop[14].

## Histoire
Les premières difficultés des hypermarchés Rond Point Coop remontent aux années 1970 avec la première cession d'un magasin, celui d'Agen exploité par les Coop Pyrénées-Aquitaine, à la Ruche méridionale qui prendra l'enseigne Mammouth en janvier 1979.
Les Coop n'ont pas su se moderniser à temps et ont cumulé tous les inconvénients liés à ce retard d'adaptation, après avoir été les premières à procéder à des achats en commun. Leurs problèmes commerciaux ont été aggravés par la rigidité de leurs facteurs de production qui ont fait naître une non-productivité et une non-compétitivité. Un exemple est la cherté des produits Coop comme en 1977 où la mayonnaise Coop était presque au même prix que la marque Lesieur.  
Ces lacunes ont affecté tour à tour la rentabilité, le financement, l'investissement puis la trésorerie pour aboutir à des cessations de paiement et au démantèlement partiel de l'ensemble. Plus de la moitié des sociétés régionales ont déposé le bilan, ce qui conduit les coopératives de consommateurs en moins de cinq ans de la première place de la distribution française par le chiffre d'affaires à leur démantèlement. Ce fut, tour à tour, le désengagement de la Fnac, la vente du siège social, la vente d'usines, la fermeture de la centrale d'achats SGCC et du laboratoire coopératif, la vente ou la mise en gérance de magasins dont une grande partie des hypermarchés Rond Point. 
Les coopératives de consommateurs ne conservent alors que 22 hypermarchés au 1er janvier 1987. Elles adoptent alors un nouveau logo.
Les hypermarchés cédés se répartissent alors comme suit : 7 sont exploités conjointement avec Carrefour par Carcoop dans le Nord et les Pyrénées, 11 sont affiliés à Euromarché en Lorraine, 2 sont achetés en Bretagne en novembre 1985 et 2 pris en location-gérance dans la région Rhône Méditerranée par Rallye, 1 est acheté à Cavaillon par Montlaur et 1 à Villars près de Saint-Étienne par Auchan.
Une deuxième vague d'abandon de l'enseigne Rond Point Coop interviendra en 1991 pour les Coop de Saintes, alors devenues Coop Atlantique , La Roche-Sur-Yon, en Vendée, où le magasin Rond Point Coop sera remplacé par Mammouth puis chez les Coopérateurs de Normandie-Picardie en 1996. L'Alsace sera le dernier territoire à arborer l'enseigne jusqu'en 2009.

### Les hypermarchés Rond Point Coop par coopératives régionales
Les magasins sont pour la très grande majorité détenus par les coopératives régionales, membres de la FNCC. Bien que l'enseigne soit prévue pour les hypermarchés, certains points de vente sont à considérer comme des supermarchés par leur surface inférieure à 2 500 m2. 

#### Coopérative Régionale Flandre et Artois
Carcoop les reçoit en gestion avec un changement d'enseigne au profit de Carrefour. Il en est de même pour trois hypermarchés du Nord-Pas-de-Calais.

#### Union des Coopérateurs de la Loire
L'unique Rond Point Coop, situé sur la commune de Villars dans la Loire est inauguré le 15 avril 1985, il comprend un hypermarché de 9 150 m2 et une galerie marchande de 2 927 m2. Ce magasin ne portera l'enseigne que quelques mois et passera sous l'enseigne Auchan dès 1986.

#### Les Coopérateurs de Normandie-Picardie
La Coop Normandie a inauguré son premier Rond Point au Grand-Quevilly dans la Seine-Maritime en 1976,. Le deuxième est ouvert à Abbeville dans la Somme par les Coopérateurs de Picardie, qui fusionneront ensuite avec la Normandie. Ce magasin remplace alors le Maxicoop, supermarché de centre-ville situé boulevard Vauban.
En mars 1996, les trois hypermarchés de la Coop Normandie-Picardie changent d'enseigne. Le Rond Point Coop d'Abbeville, mais aussi ceux de Glisy près d'Amiens et de Grand-Quevilly près de Rouen deviennent des Géant.
Au 1er janvier 2009, les Coopérateurs de Normandie-Picardie et leur filiale SHNP (Société des Hypermarchés de Normandie Picardie) adhèrent à la Coopérative de commerçants Système U. Ainsi, quatorze magasins changent d'enseigne dont les deux hypermarchés d'Abbeville et Grand-Quevilly qui passent sous enseigne Hyper U.

#### Union des Coopérateurs de l'Ain
Alors qu'elles disparaîtront en 1981, les Coop de l'Ain sont déjà trop fragiles et petites pour se lancer dans les années 1970 dans la création d'un hypermarché c'est donc le groupe Coop via l'USCM qui ouvre un Rond Point Coop de 4 530 m2 à Bourg-en-Bresse le 22 septembre 1977. Le magasin fête ses 40 ans en 2017 et un prospectus Carrefour, enseigne qui a pris la relève en 1985, fait référence à l'ouverture sous l'enseigne Rond Point.

#### Union des Coopérateurs de Champagne
La coopérative, encore implantée en 2017 à Château-Thierry, a exploité 8 points de vente Rond Point Coop avec 5 hypermarchés à La Chapelle-Saint-Luc, Épernay, Montereau-Fault-Yonne et Sens et 3 supermarchés à Château-Thierry, Reims, Coulommiers-la-Tour. Les deux premiers hypermarchés ont été ouverts en 1970 à Épernay et Montereau-Fault-Yonne. Ce dernier magasin était situé dans la ZUP de Surville.

#### Union des Coopérateurs de Lorraine
Cette coopérative avait 12 Rond Point Coop et se ainsi plaçait comme première coopérative en nombre d'hypermarchés. Les magasins étaient à Charleville-Mézières (premier magasin créé en 1969), Nancy (rue Marcel Brot, près du siège de la Coop régionale, aujourd'hui transformé en Conforama), Mont-Saint-Martin, Vandœuvre-lès-Nancy, Beaune, Roche-lez-Beaupré, Freyming-Merlebach, Bazeilles, Savonnières-devant-Bar, Ham-sous-Varsberg, Woippy et Jeuxey. Les Coop de Lorraine déposent leur bilan en 1985 et choisissent alors d'affilier leurs hypermarchés à Euromarché jusqu'en 1990.
Certaines coopératives souffrent d'une mauvaise gestion et même d'abus de biens sociaux.

### Qui sont les successeurs de Rond Point Coop aujourd'hui
Seuls 9 hypermarchés appartiennent encore aujourd'hui à des coopératives des consommateurs. Ils portent l'enseigne Hyper U et sont tous situés dans l'Ouest de la France avec 7 magasins pour les Coop Atlantique et 2 pour les Coop Normandie-Picardie. Le choix de ne pas plus arborer Rond Point Coop a été opéré dans les années 1990, sur le constat que les consommateurs de l'époque étaient avant tout sensibles au dynamisme promotionnel, ce qu'une enseigne marginale ne pouvait plus offrir. Les Coop Atlantique ont ainsi quantifié un accroissement de 15 % des ventes lors de l'abandon de Rond Point Coop pour une enseigne nationale (Mammouth à l'époque). Seules les Coop d'Alsace, disparues depuis, ont à l'époque décidé de maintenir l'enseigne Rond Point tout en ayant un accord avec Provera (Cora) pour ses approvisionnements, y compris  sur la MDD. 
Ce qui différencie ces 9 hypermarchés en 2017 est le maintien d'une convention collective de coopérative pour les salariés et la possibilité offerte aux consommateurs d'adhérer,, conformément aux statuts de la FNCC toujours en vigueur. La FNCC s'interroge sur le manque de visibilité du mouvement coopératif dans les médias tout en minimisant le fait que le choix d'arborer une enseigne comme les autres les banalise. 
Face aux actuelles attentes de consommation durable, locale et biologique, les consommateurs n'attendent plus seulement des grandes surfaces qui proposent juste du prix et se sont à nouveau emparés de leur destin. Celui-ci marque le retour du commerce coopératif. L'essor important de ses nouvelles formes comme les AMAP, Biocoop ou la Louve montre qu'afficher sans ambiguïté son caractère coopératif peut être commercialement couronné de succès.

## Identité visuelle et slogans

Premier logo de Rond Point Coop
Logo de Rond Point Hypermarché dans les années 1980
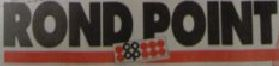
Logo de Rond Point Coop en 1986
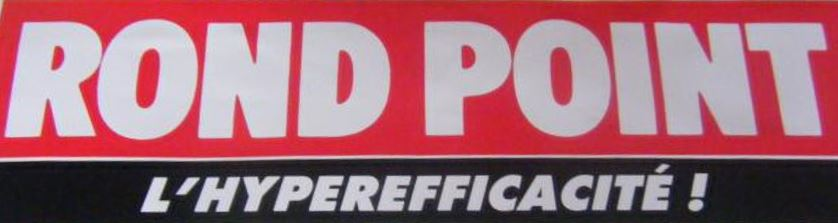
Logo de Rond Point Coop en 1990
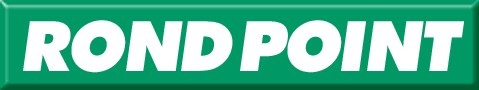
Logo de Rond Point Coop de 1990 à 2009